# Puy-l'Évêque
Puy-l'Évêque é uma comuna francesa na região administrativa da Occitânia, no departamento de Lot. Estende-se por uma área de 26.38 km², e possui 1.965 habitantes, segundo o censo de 2018, com uma densidade de 74 hab/km².